# Тінь (фільм, 1971)
«Тінь» (рос. «Тень») — російський радянський повнометражний кольоровий художній фільм-казка, поставлений на Ленінградської ордена Леніна кіностудії «Ленфільм» в 1971 році режисером Надією Кошеверовою за п'єсою-казкою Євгенія Шварца «Тінь».
Всесоюзна прем'єра фільму відбулася 18 вересня 1972 року.

## Зміст
Фільм-казка про боротьбу добра і зла, які можуть набувати різної форми. Так, головний герой, який віддав своє життя науці, виявляє дивну річ – його Тінь стала самостійно жити, провокуючи і здійснюючи погані вчинки. Та зло представлено не тільки Тінню, а й тими корисливими людьми, які через власні вигоди готові на підлість і зраду.

## Ролі
- Олег Даль — Христіян-Теодор, вчений і його Тінь
- Анастасія Вертинська — принцеса Луїза
- Марина Нейолова — Аннунціата, дочка господаря готелю
- Людмила Гурченко — Юлія Джулі, співачка
- Володимир Етуш — П'єтро, господар готелю
- Андрій Миронов — Цезар Борджіа, журналіст
- Сергій Филіппов — перший міністр
- Зіновій Гердт — міністр фінансів
- Георгій Віцин — доктор

В епізодах:
- Анатолій Абрамов — радник
- Костянтин Адашевський — найстарший лакей
- Людмила Волинська — торговка отрутами / попутниця
- Кирило Гун — придворний в білому
- Анатолій Королькевич — придворний / пацієнт доктора
- Оскар Лінд — придворний-наклепник
- Світлана Мазовецька — дама з болонкою
- Олексій Польовий — старший лакей
- Анатолій Столбов — сплячий у вагоні / пацієнт доктора
- Олег Хроменков — стражник
- В. Гвоздиков, Георгій Гоц, Григорій Гуревич, Б. Ізотов, Володимир Людевіг, Євген Мясищев, Віра Титова
- Наталія Журавель — дама (в титрах не вказана)
- Жанна Сухопольська — медсестра (в титрах не вказана)
- Віра Лінд — торговка (в титрах не вказана)

## Знімальна група
- Сценарій - Юлія Дунський, Валерія Фріда
За однойменною п'єсою Євгенія Шварца
- Режисер-постановник - Надія Кошеверова
- Головний оператор - Костянтин Рижов
- Художники - Валерій Доррер, Володимир Костін
- Костюми - Наталії Васильєвої
- Композитор - Андрій Ешпай
- Звукорежисер - Борис Хуторянський
- Режисер - Лев Махтін
- Монтажер - Валентина Миронова
- Редактор - Олександр Безсмертний
- Олександр Безсмертний|Василь Горюнов]], Л. Стамбірская
- Оператор - Г. Нестеренко
- Асистенти: 
  - режисера - Ернест Ясан, Е. Сухорукова, Л. Бергер
  - художника - М. Суздаловь, В. Волинська
  - оператора - А. Сягін, В. Гусєв
- Комбіновані зйомки:
Оператори - Георгій Сенотов, Олександр Зав'ялов
Художник - Є. Владимиров
- Директор картини - І. Лебідь